# 西藏弓鱼
西藏弓鱼（学名：Racoma labiata）为鲤科弓鱼属的鱼类，俗名班公湖裂腹鱼。分布于阿富汗的喀布尔河、赫尔曼德河和巴基斯坦、克什米尔地区印度河上游各支流以及班公湖、狮泉河等。该物种的模式产地在喀布尔河支流库纳尔河。

## 扩展阅读
維基物種上的相關：西藏弓鱼